# South African Air Force
Letectvo Jihoafrické republiky nebo také Jihoafrické letectvo (anglicky: South African Air Force neboli SAAF) je letecká součást Ozbrojených sil Jihoafrické republiky. Vlastní podpůrnou leteckou složkou disponuje i Jihoafrické námořnictvo.
Původ SAAF lze vysledovat až do roku 1912, kdy byla založena Union Defence Force (UDF). Její součástí byly i South African Aviation Corps (SAAC, Jihoafrické letecké sbory). Během první světové války se přibližně 3000 Jihoafričanů účastnilo bojů v rámci Royal Flying Corps. Po válce bylo 1. února 1920 založeno South African Air Force (Jihoafrické letectvo) jako součást UDF.
SAAF se účastnilo jak druhé světové války (hlavně na severoafrickém bojišti a ve Středomoří), tak války v Koreji. Při reorganizaci UDF v roce 1951 se z SAAF stala samostatná a nezávislá složka ozbrojených sil, což symbolicky potvrzovaly nové modré uniformy, které nahradily staré armádní khaki uniformy.

## Přehled letecké techniky

Vlajka South African Air Force.

Tabulka obsahuje přehled letecké techniky jihoafrického letectva podle Flightglobal.com.
| Název                          | Fotografie     | Původ              | Určení                                             | Verze            | Ve službě      | Poznámky       |                |
| Bojové letouny                 | Bojové letouny | Bojové letouny     | Bojové letouny                                     | Bojové letouny   | Bojové letouny | Bojové letouny | Bojové letouny |
| ------------------------------ | -------------- | ------------------ | -------------------------------------------------- | ---------------- | -------------- | -------------- | -------------- |
| Saab JAS-39 Gripen             |                | Švédsko            | víceúčelový bojový letoundvoumístný bojový letoun  | Gripen CGripen D | 179            |                |                |
| Speciální letouny              |                |                    |                                                    |                  |                |                |                |
| Cessna 208 Caravan             |                | USA                | letoun pro elektronický boj                        | Cessna 208 EW    | 1              |                |                |
| Douglas C-47TP Turbo Dakota    |                | USA                | letoun pro elektronický bojnámořní hlídkový letoun | C-47 EWC-47 MPA  | 15             |                |                |
| Dopravní a transportní letouny |                |                    |                                                    |                  |                |                |                |
| Beechcraft Super King Air      |                | USA                | lehký dopravní letoun                              | King Air 200/300 | 4              |                |                |
| CASA C-212 Aviocar             |                | Španělsko          | lehký transportní letoun                           |                  | 3              |                |                |
| Cessna 208 Caravan             |                | USA                | užitkový/lehký transportní letoun                  |                  | 7              |                |                |
| Douglas C-47TP Turbo Dakota    |                | USA                | taktický dopravní a transportní letoun             |                  | 3              |                |                |
| Lockheed C-130 Hercules        |                | USA                | taktický transportní letoun                        | C-130BZ          | 6              |                |                |
| Pilatus PC-12                  |                | Švýcarsko          | spojovací a lehký dopravní letoun                  |                  | 1              |                |                |
| Vrtulníky                      |                |                    |                                                    |                  |                |                |                |
| Agusta AW109                   |                | Itálie             | užitkový vrtulník                                  |                  | 27             |                |                |
| Atlas Oryx                     |                | Jižní Afrika       | transportní vrtulník                               |                  | 46             |                |                |
| Denel Rooivalk                 |                | Jižní Afrika       | bitevní vrtulník                                   | Rooivalk Mk.1    | 12             |                |                |
| MBB/Kawasaki BK 117            |                | Německo Japonsko   | transportní a užitkový vrtulník                    |                  | 6              |                |                |
| Cvičná letadla                 |                |                    |                                                    |                  |                |                |                |
| BAE Hawk                       |                | Spojené království | proudový cvičný letoun                             | Hawk 120         | 23             |                |                |
| Pilatus PC-7                   |                | Švýcarsko          | cvičný letoun                                      | PC-7 Mk.II       | 56             |                |                |

## Galerie

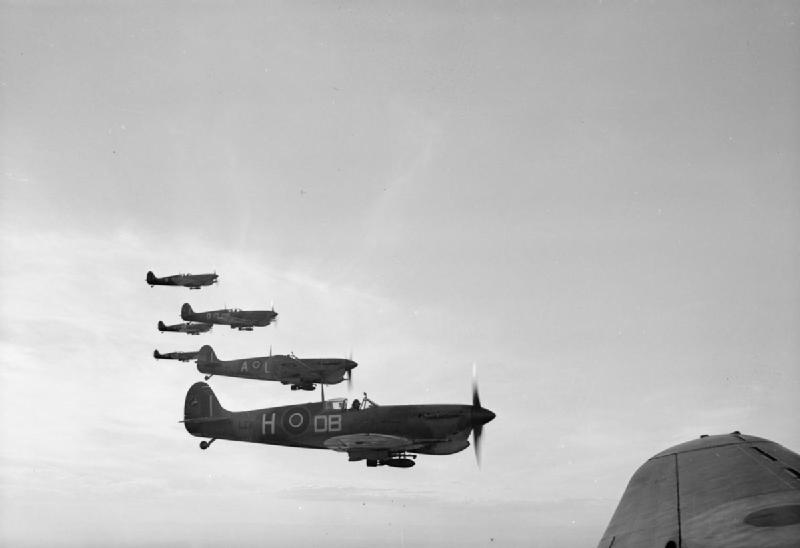
Stíhací bombardéry Supermarine Spitfire v době druhé světové války
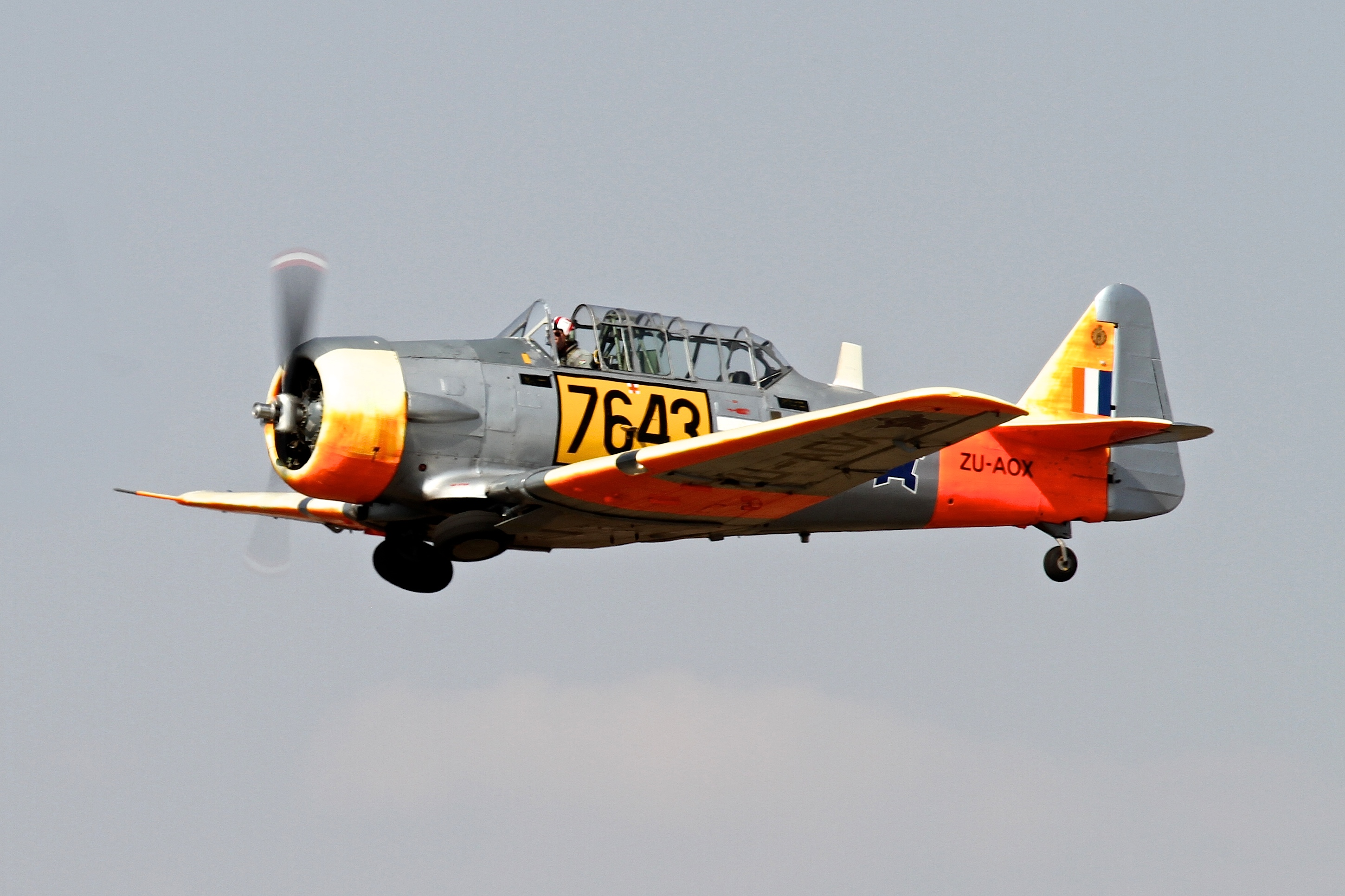
Cvičný North American Harvard
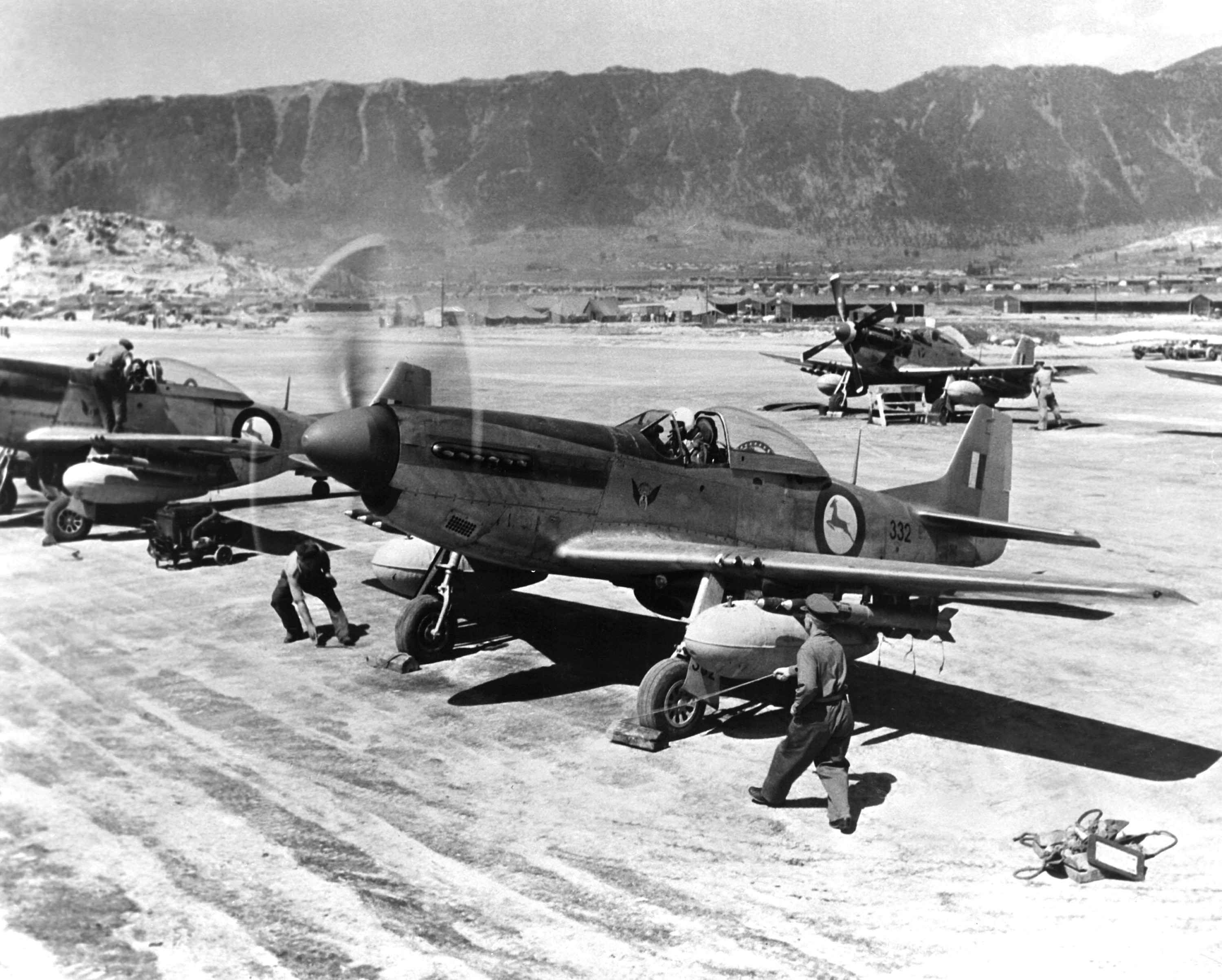
Jihoafrické F-51D Mustang v korejské válce
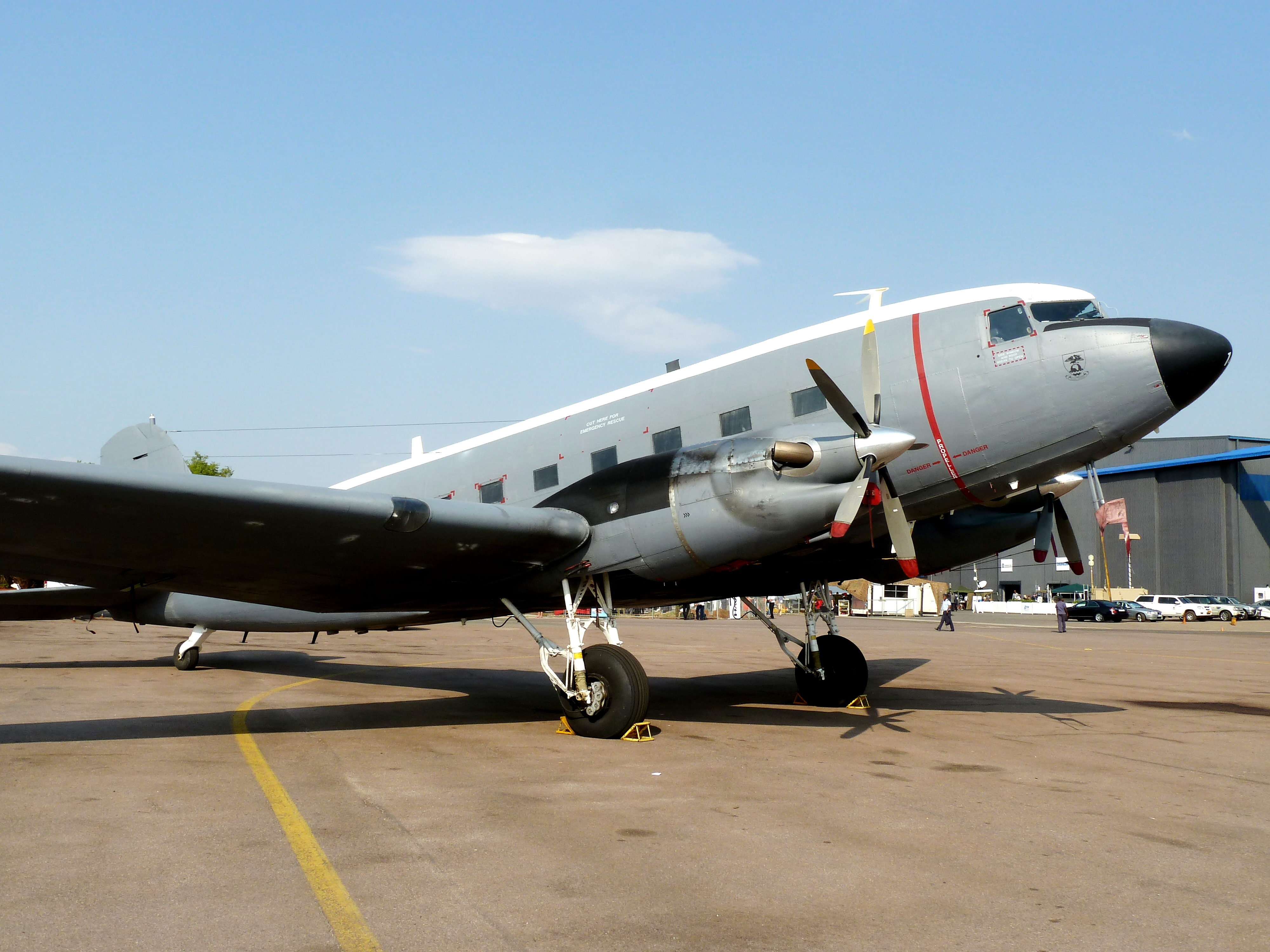
C-47TP Turbo Dakota
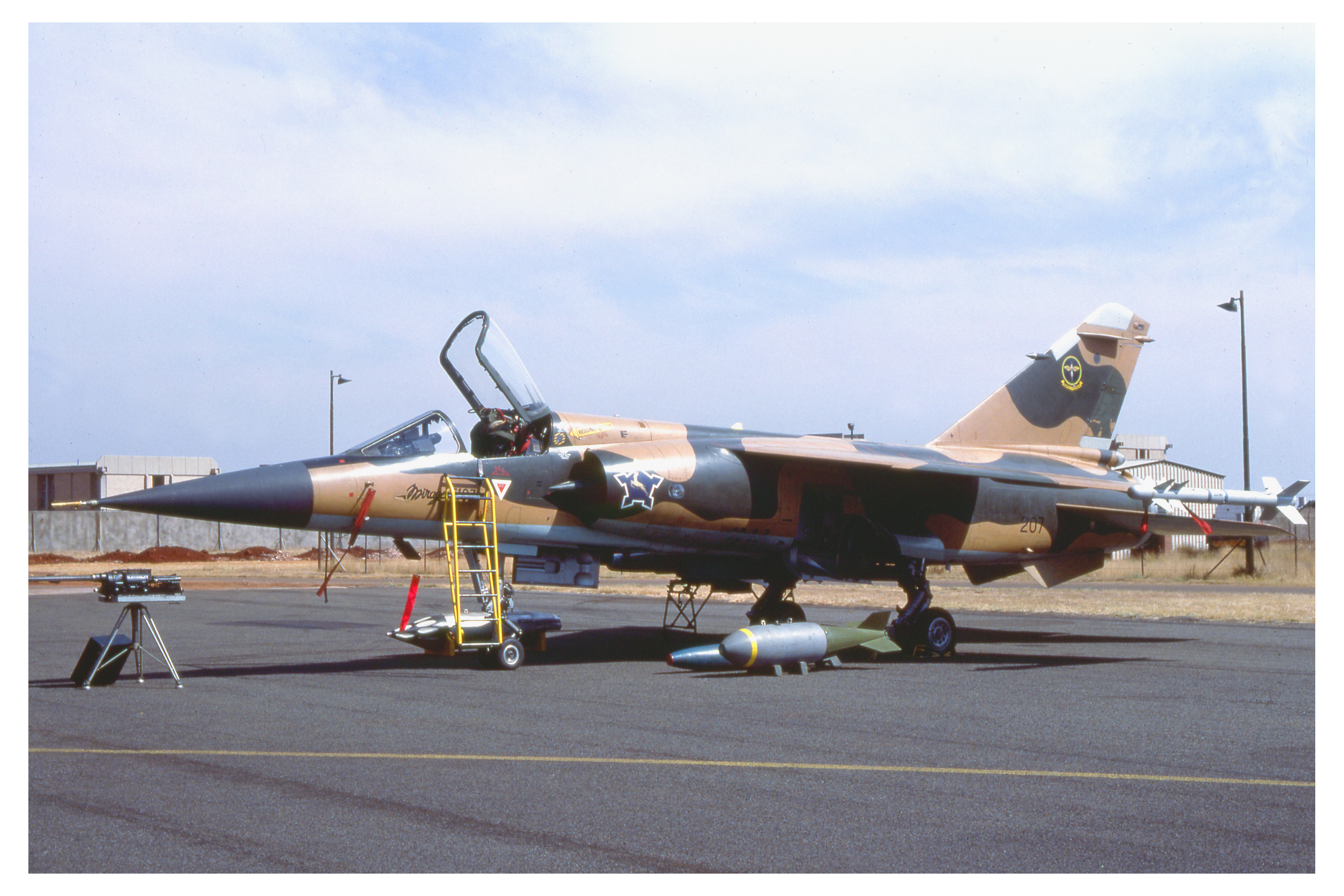
Mirage F1CZ, 1979
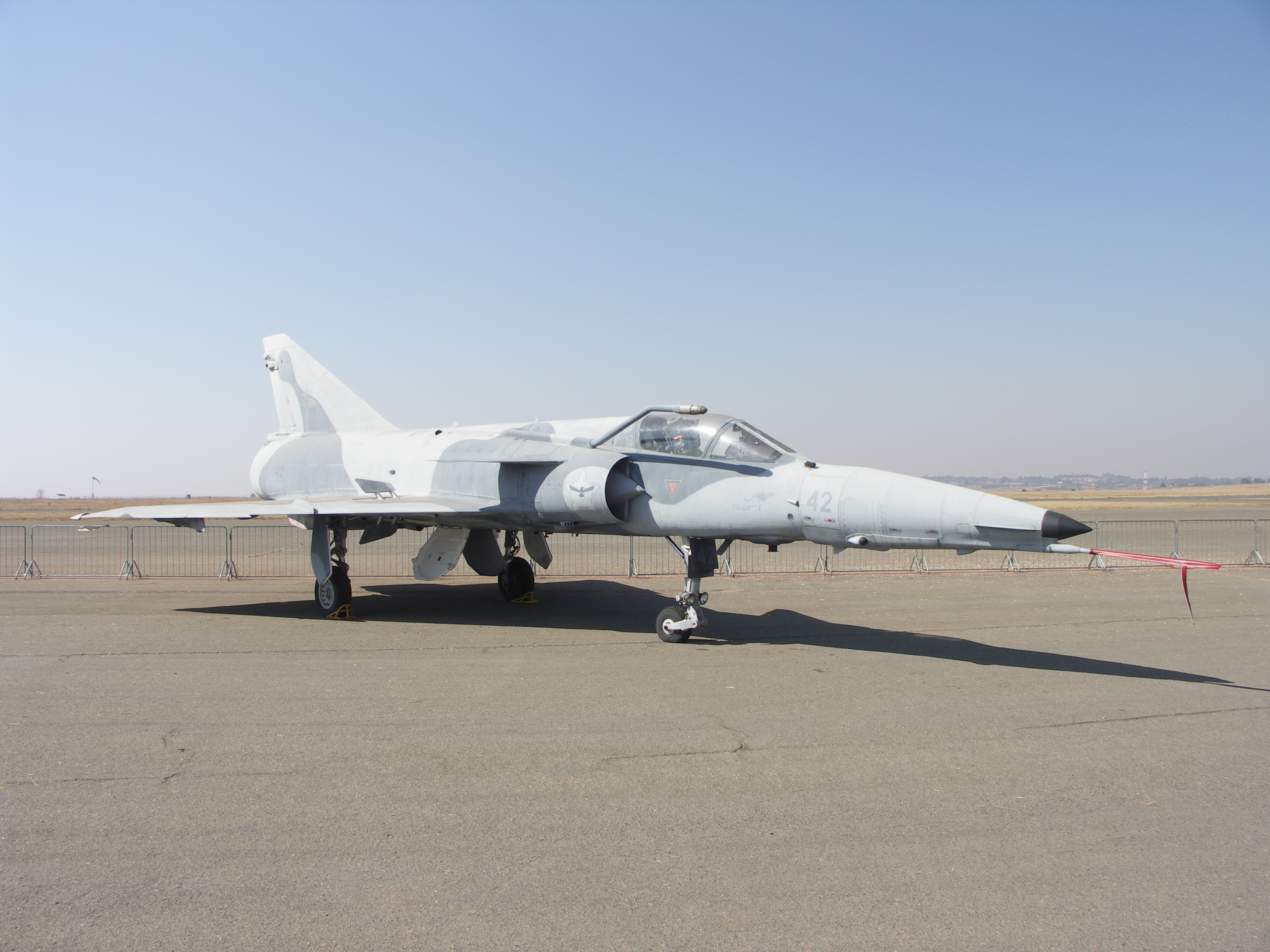
Stíhačka Atlas Cheetah
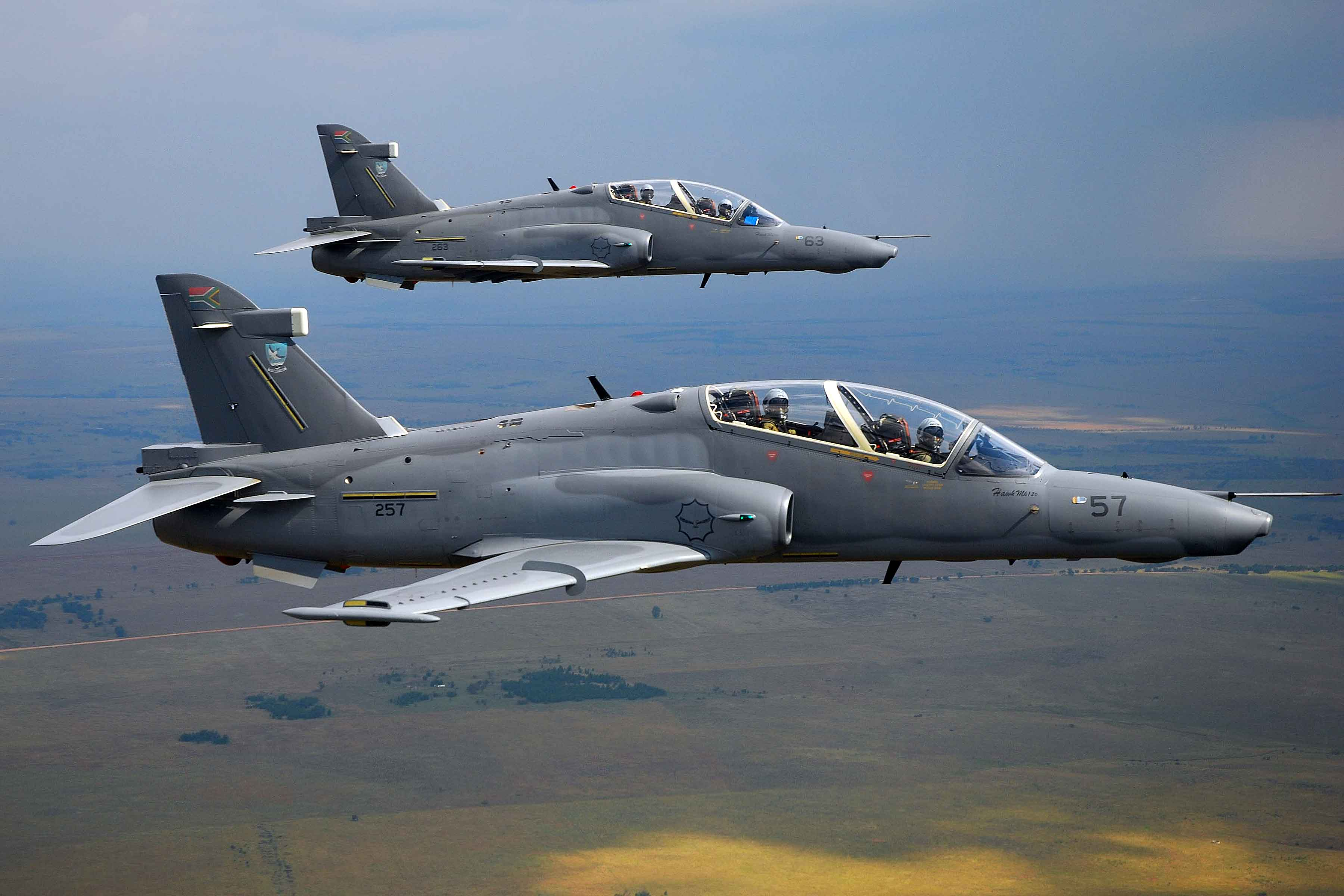
Dvojice BAE Hawk
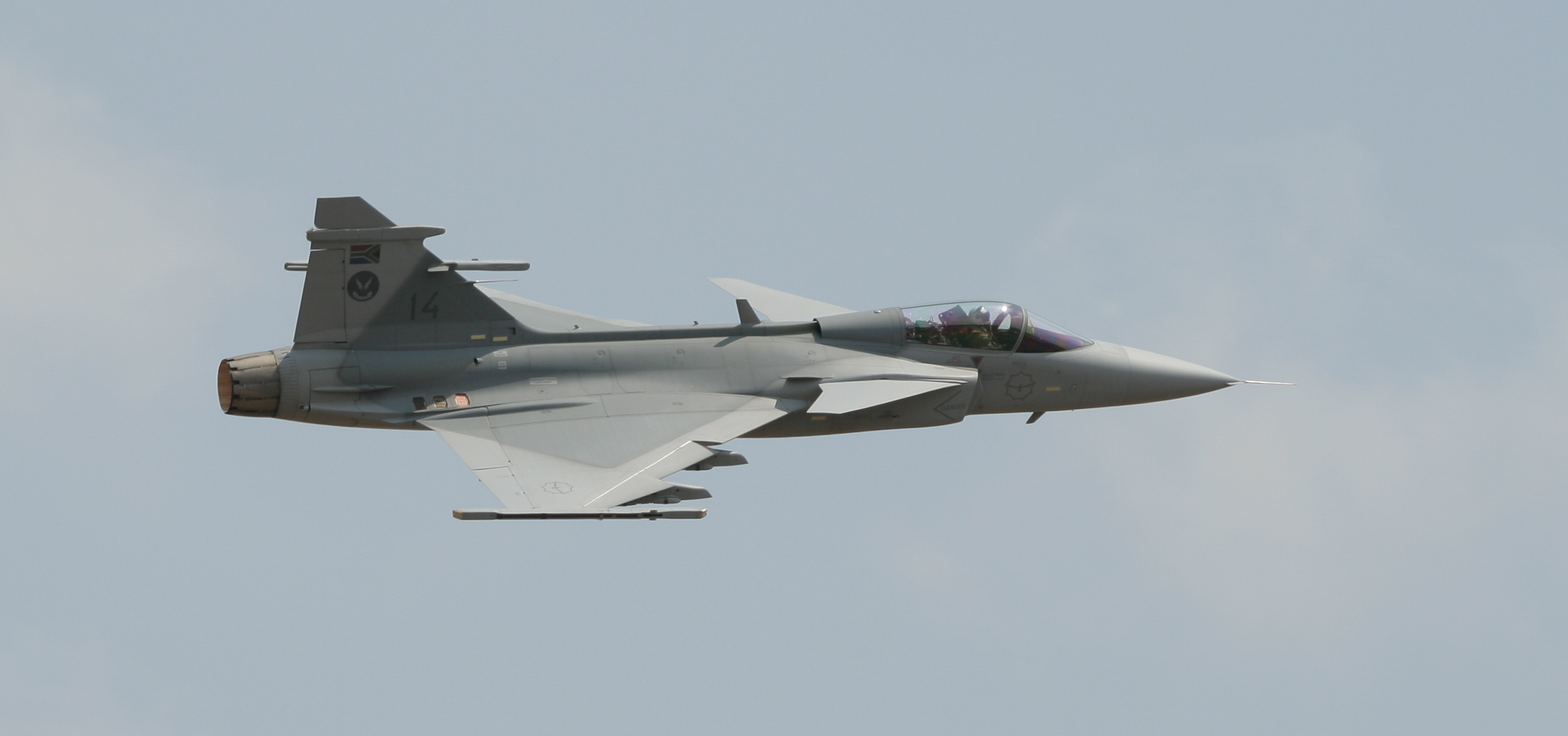
Jihoafrický JAS-39 Gripen
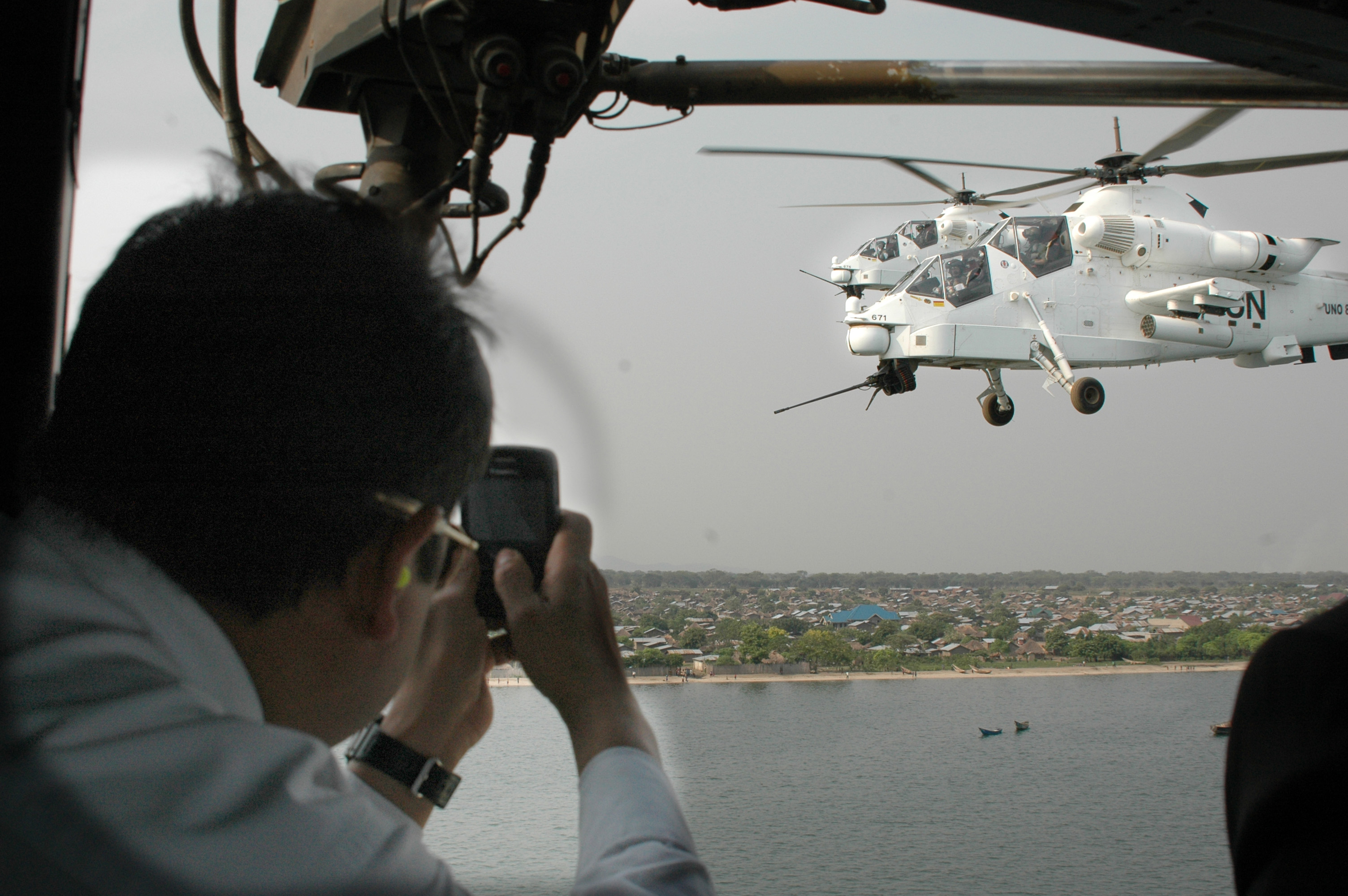
Vrtulníky Rooivalk působící při podpoře sil OSN.